# La Perricholi (telenovela de 1992)
La Perricholi es una telenovela biográfica peruana basada en la historia de Micaela "Perricholi" Villegas, siendo dirigida por Michel Gómez emitida en su país de origen por ATV. En 2011, se realizaría una nueva versión de la telenovela, esta vez para ser emitida por América Televisión.

## Argumento
La Perricholi, fue posiblemente la mujer peruana más famosa del siglo XVIII. Fue una célebre animadora y la famosa amante de Manuel de Amat y Juniet, virrey del Perú de 1761 a 1776.

## Reparto
- Mónica Sánchez - Micaela "Perricholi" Villegas
- Alfonso Santistevan - Virrey Manuel de Amat y Juniet
- Carlos Cano de la Fuente - José Antonio de Areche
- Baldomero Cáceres - Manuel "El Jerezano" Romero
- Tatiana Espinoza - Marquita
- Sergio Galliani - Santiago de Carbajal
- Lilian Nieto - Teresa Hurtado de Mendoza
- Juan Manuel Ochoa - Padre Cuterno
- Aristóteles Picho - Cacique Apurinca
- Zonaly Ruiz Padilla - Isabel
- Javier Valdés - Francisco Ruda-Pulido
- Julio Vega - Jacinto Pantoja
- Carlos Velásquez - Don Martín de Martiarena
- Enrique Victoria - Don José Dávalos y Rivera
- Julio Berrocal - Sacerdote